# فرانکی بنت
فرانکی بنت (انگلیسی: Frankie Bennett؛ زادهٔ ۳ ژانویهٔ ۱۹۶۹) بازیکن فوتبال اهل بریتانیا است.
از باشگاه‌هایی که در آن بازی کرده‌است می‌توان به باشگاه فوتبال بریسلینگتون، باشگاه فوتبال بث سیتی، باشگاه فوتبال ساوت‌همپتون، باشگاه فوتبال بریستول راورز، باشگاه فوتبال اکستر سیتی، باشگاه فوتبال وستون سوپر مار، باشگاه فوتبال فارست گرین راورز، و باشگاه فوتبال شروزبری تاون اشاره کرد.